# Mitsubishi Diamante
Mitsubishi Diamante — повнорозмірний автомобіль японського концерну Mitsubishi, що випускався для ринків різних країн, в тому числі і для внутрішнього.

## Перше покоління

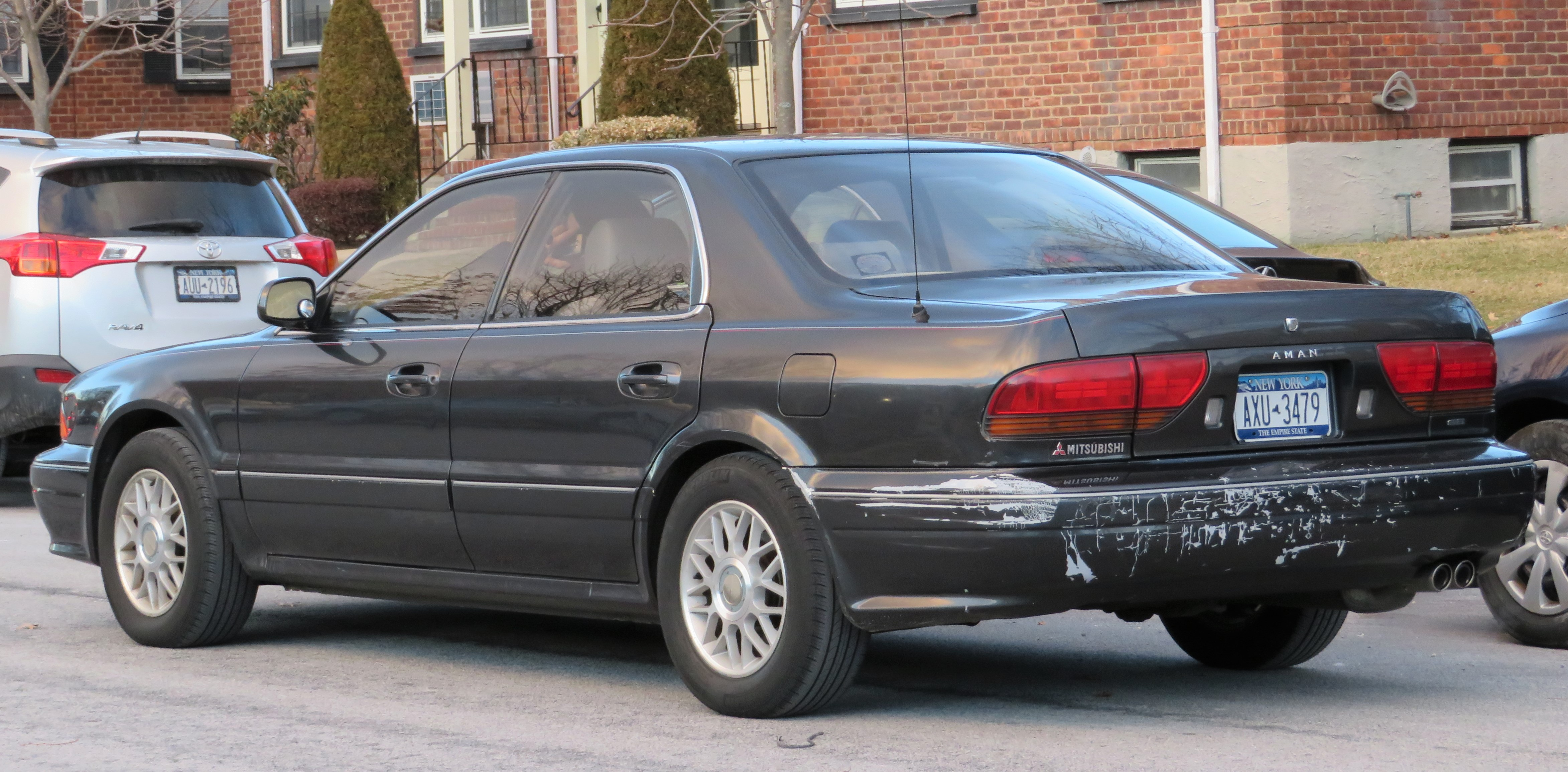
Mitsubishi Diamante І

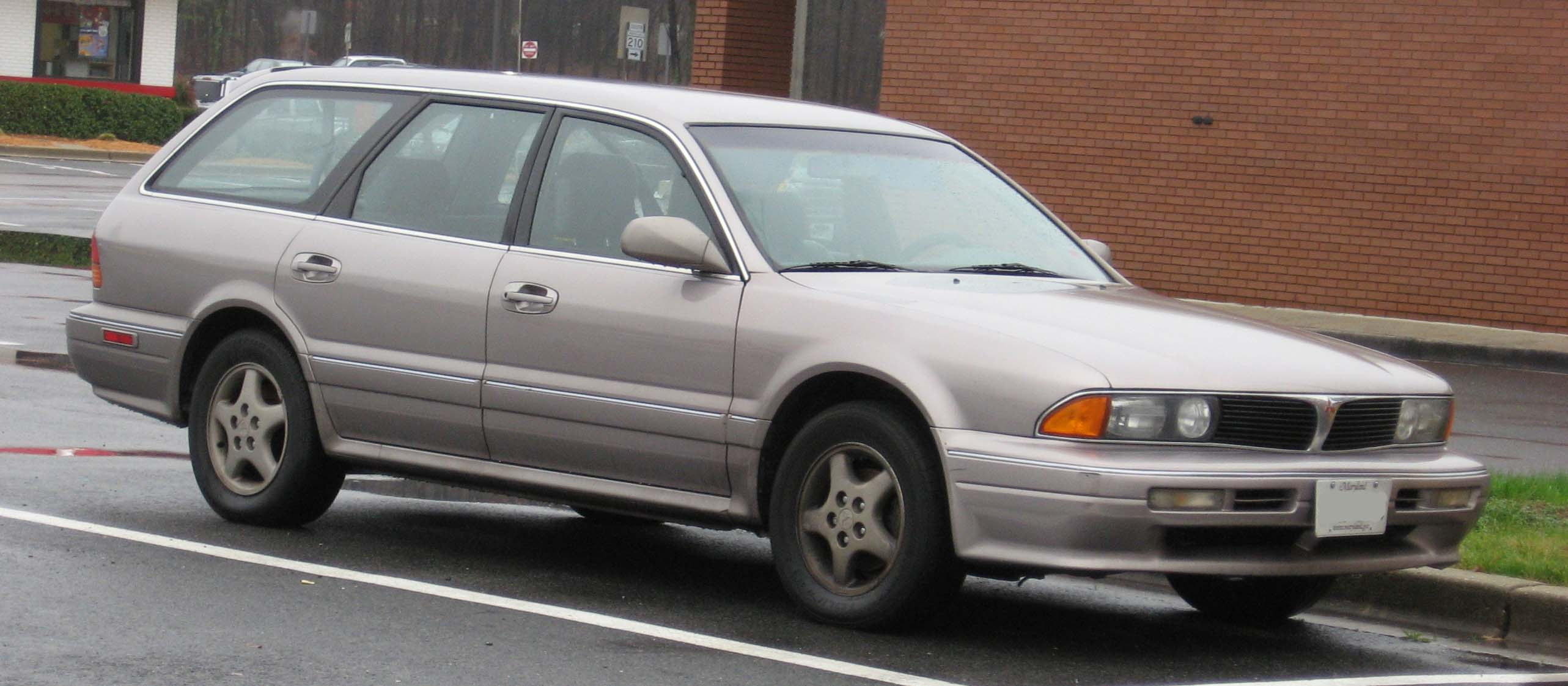
Mitsubishi Diamante І station wagon

Перше покоління потрапило на конвеєр в 1989 році, В 1990 році автомобіль отримав титул "автомобіль року" в Японії.
Автомобіль збудовано на подовженій платформі Mitsubishi Galant 1987  року.
Diamante виготовлявся з кузовами типу седан і універсал, при цьому вже з моменту виходу в світ автомобіль позиціонувався як автомобіль бізнес-класу.

### Двигуни
- 2.0 L 6G71 V6
- 2.5 L 6G73 V6
- 3.0 L 6G72 V6

## Друге покоління

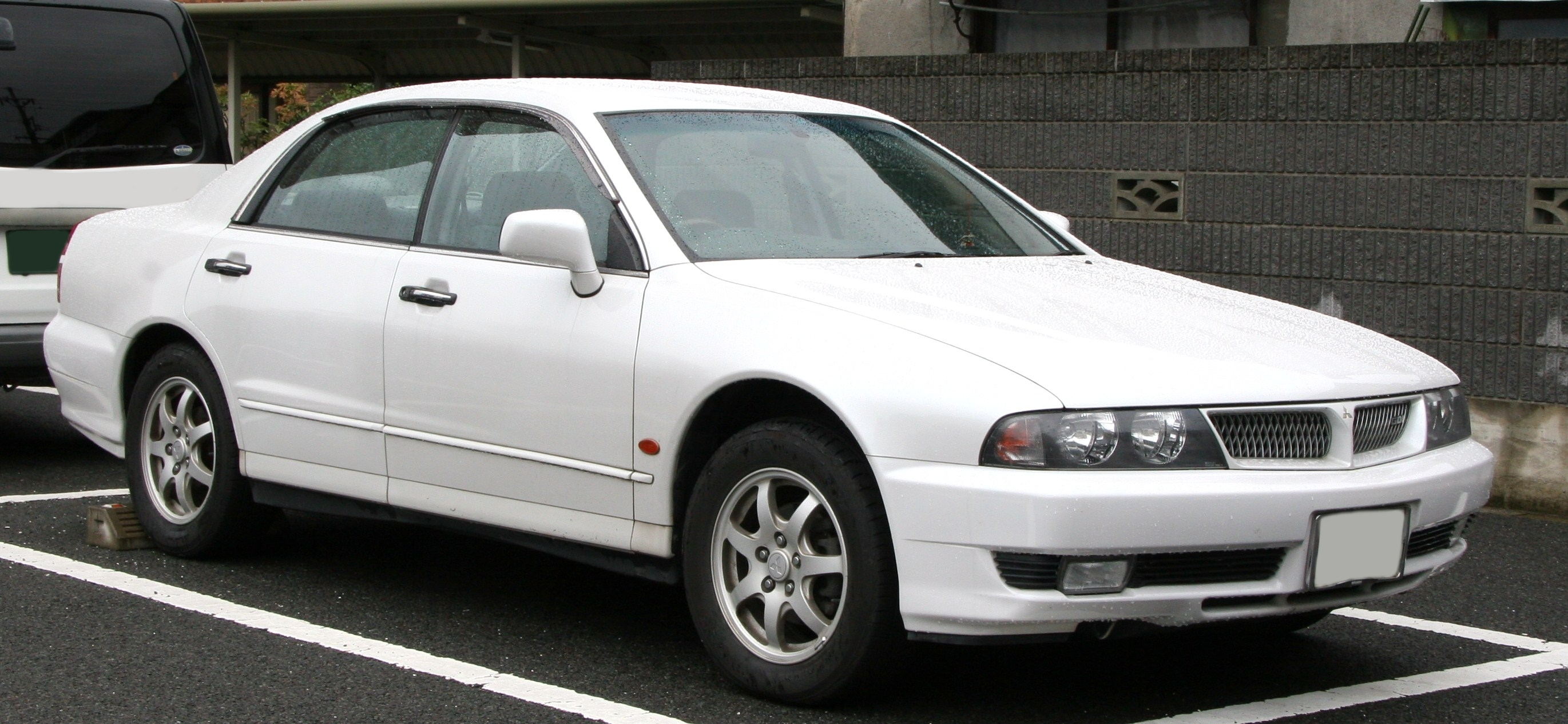
Mitsubishi Diamante ІІ

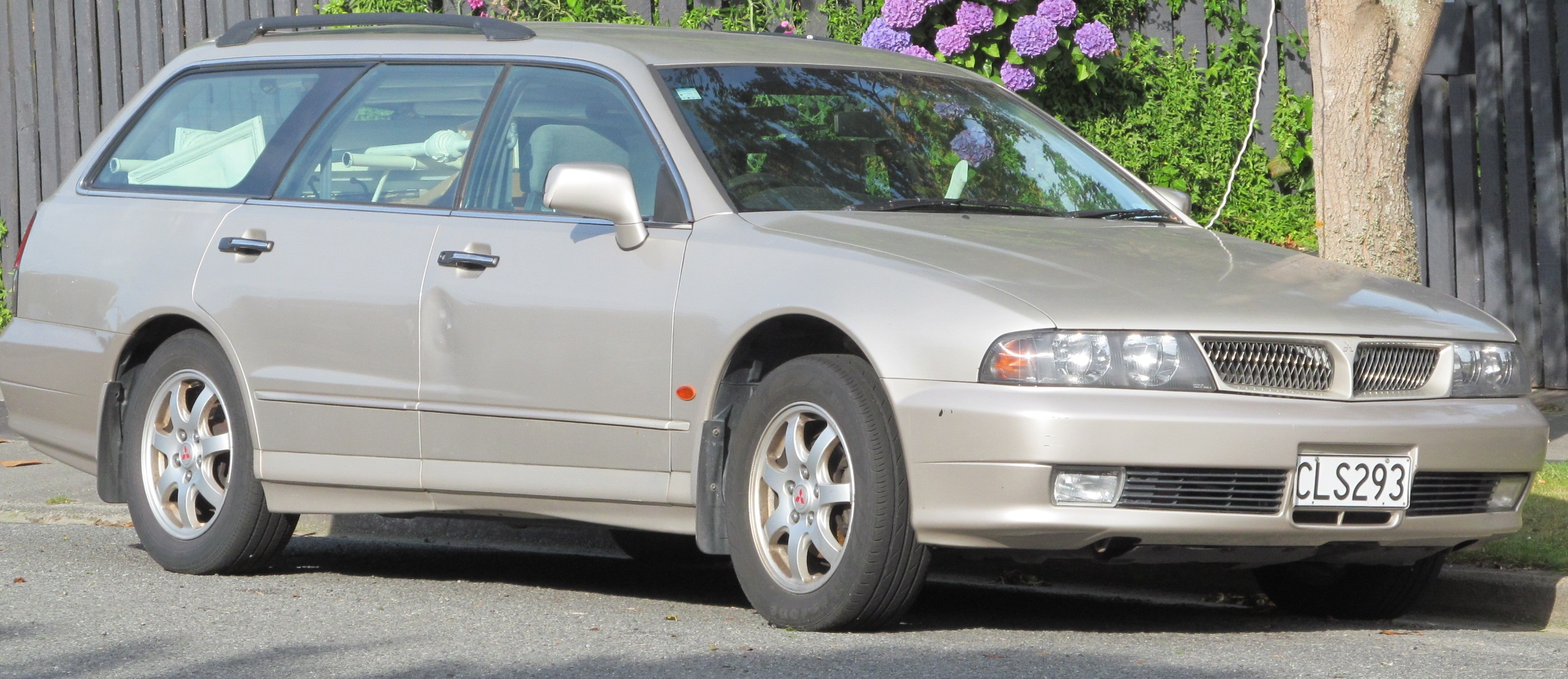
Mitsubishi Diamante ІІ station wagon

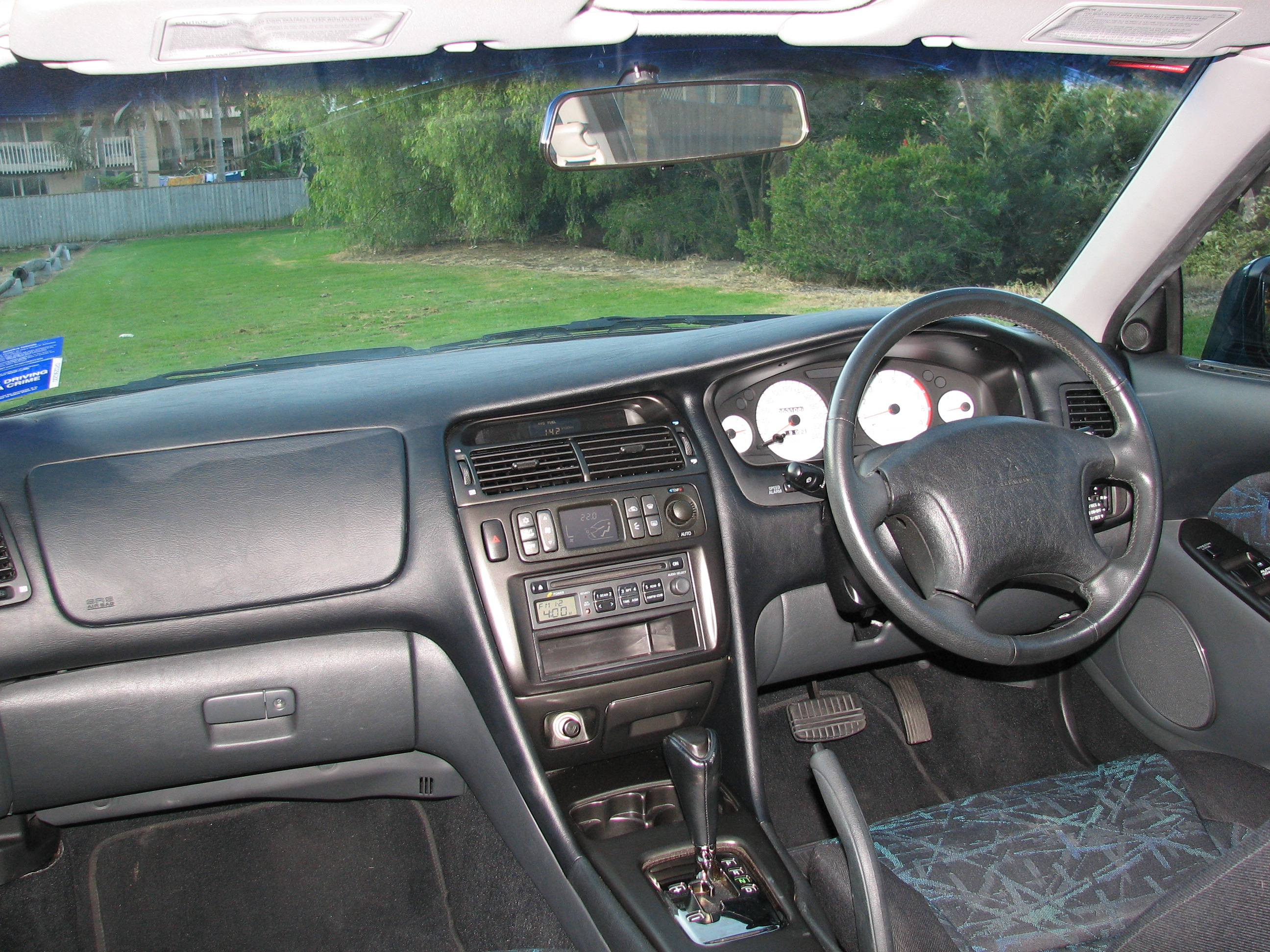

Mitsubishi Diamante другого покоління виготовлявся в Японії з 1995 року. Гамма силових агрегатів включала в себе кілька V-подібних 6-циліндрових бензинових двигунів: 2,5 л 6G73 SOHC 24V (175 к.с.) з системою MVV, DOHC 24V (200 к.с.), а також 3,0 літровий 6G72 DOHC 24V (230 к.с.). Пропонувалася так само "заряджена" версія 3,0 літрового мотора: 6G72 DOHC Mivec (270 к.с.). Коробка передач була тільки автоматична, а привід як і раніше міг бути переднім або постійним повним. Всі коробки мали напівавтоматичний режим, і електронну систему управління INVECS-II. Тільки комплектація 2.5E мала звичайну АКПП із зимовим режимом.

### Рестайлінг 2002

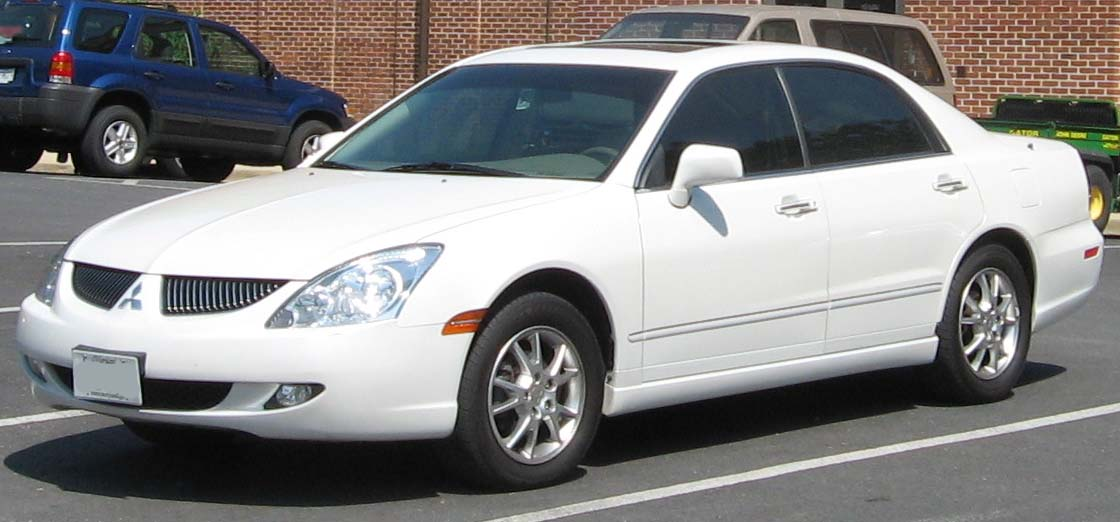
Mitsubishi Diamante ІІ

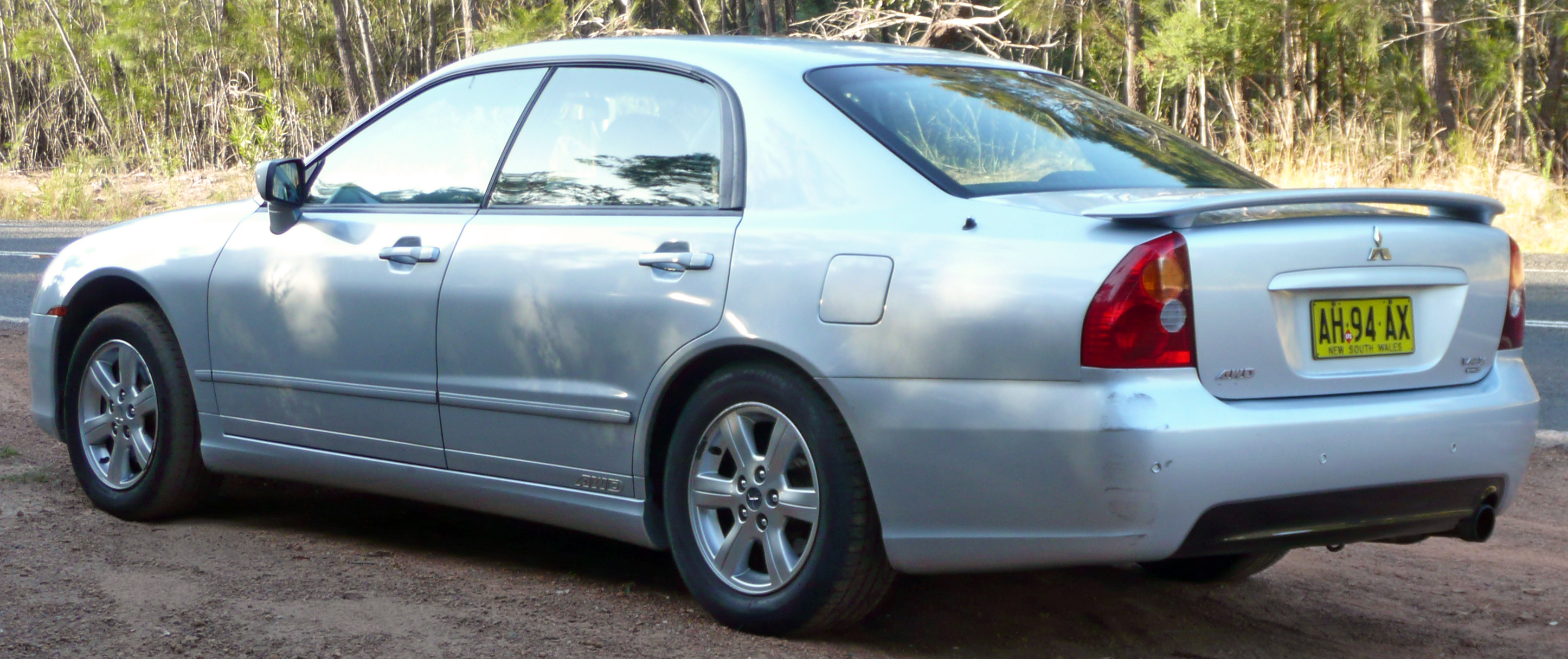

Чергове оновлення Mitsubishi Diamante відбулося в 2002 році.
Конструктивно кузов Diamante являв собою основу попереднього покоління з новим оперенням, єдиним доступним на японському ринку став V-подібний 6-циліндровий двигун об'ємом 2,5 літра і потужністю 170 к.с., коробка передач була 4-ступінчасту АКПП. Характерна особливість двигуна Mitsubishi Diamante 2002 модельного року - наявність системи безпосереднього вприскування палива GDI.
На внутрішньому японському ринку була присутня і «заряджена» версія Mitsubishi Diamante, яка відрізнялася аудіосистемою сумарною потужністю 270 ват, спортивною підвіскою, ексклюзивними колісними дисками і оригінальною вихлопною системою.
Випуск Mitsubishi Diamante був завершений в листопаді 2005 року.

### Двигуни
- 2.5 L 6G73 V6
- 3.0 L 6G72 V6
- 3.5 L 6G74 V6